# Parallelnutzung von Räumen
Die Parallelnutzung von Räumen bezeichnet ein städtebauliches Instrument, das darauf abzielt, nur zeitweise genutzte Räume in städtischen Gebieten einer stärkeren Auslastung bzw. Nutzung zuzuführen.
Gerade in städtischen Ballungsgebieten werden Räume von Nutzern nur zu bestimmten (Öffnungs-)Zeiten genutzt, weil sie außerhalb der eigenen Nutzungszeiten keine weitere Verwendung oder keine personellen Kapazitäten für eine zeitlich vollumfängliche Nutzung haben. Diese Räumlichkeiten werden aktuell ineffizient genutzt, während gleichzeitig Menschen mit neuen Ideen kaum Möglichkeiten finden diese auf bezahlbaren Flächen umzusetzen.
Eine mögliche Lösung dieses Problems ist die gemeinsame, flexible Nutzung (Parallelnutzung) von bisher nur zeitweise genutzten Räumen, die mit geringen Investitionen durchgeführt werden können. So können bestehende Räume außerhalb der bisherigen Nutzungszeiten zusätzlich durch komplementäre Konzepte bespielt werden. Ebenso können neu errichtete Räumlichkeiten von vornherein gemeinsam durch mehrere Nutzer genutzt bzw. gemietet werden.
Im Gegensatz zur Zwischennutzung geht es bei einer Parallelnutzung um mittel- bis langfristige Partnerschaften, bei denen sich verschiedene Nutzungen bestmöglich in die Räumlichkeiten und Strukturen eines Hauptbetreibers eingliedern sollen. So kann ein Frühstückscafe beispielsweise abends einem Barkonzept seine Räumlichkeiten anbieten und umgekehrt. Hier sind viele Kombinationen möglich.
Parallelnutzungen müssen zwischen verschiedenen Akteursgruppen ausgehandelt werden. Das geschieht entweder direkt im persönlichen Kontakt oder mit Unterstützung von Kommunen oder privaten Unternehmen wie beispielsweise dem Münchner Startup Shquared als Vermittler. Insgesamt soll es bei Parallelnutzungen darum gehen, langfristig gute Projekte an einem Ort zu etablieren.
Die Stärke der Parallelnutzung liegt in ihrem symbiotischen Charakter für den Hauptnutzer, die parallelen Nutzer sowie das städtische Umfeld.
Die Hauptnutzer, wie Laden- und Gastronomie-Besitzer teilen ihre vorhandenen Flächen zu Zeiten, in denen sie eigentlich geschlossen hätten, erhalten beispielsweise eine Umsatz- oder Mietbeteiligung und werden finanziell entlastet. Für die Parallelnutzer stellen Parallelnutzungen eine Strategie zur Verwirklichung ihrer Ideen dar. Neue Gründer und Gastronomen können ihre Ideen mit niedrigem Risiko und wenig Aufwand ausprobieren.
Gerade in Städten mit hohem Nutzungsdruck können durch Parallelnutzungen bestehende Räumlichkeiten sowie vorhandene Ressourcen effizienter genutzt werden; gleichzeitig wird durch neue, unterschiedliche Konzepte die Diversität und Lebensqualität im urbanen Raum erhöht.